# لابرادور رتریور
لابرادور رِتریور (Labrador Retriever) یا به‌طور ساده لابرادور، یک فهرست نژادهای سگ سگ یابنده و سگ پرنده‌یاب بریتانیایی است. این نژاد در بریتانیا از سگ‌های نژاد سگ آبی سنت جان که از مستعمره نیوفاندلند (که حالا بخشی از استان نیوفاندلند و لابرادور کانادا است) وارد شده بودند، پرورش یافته‌اند و نام این گونه هم از منطقه لابرادور در این مستعمره گرفته شده است. لابرادور از جمله معمول‌ترین سگ‌ها در تعداد زیادی از کشورها، به ویژه در کشورهای غربی جهان می‌باشد.
لابرادور سگی مهربان، پرانرژی، و بازیگوش است. این سگ به عنوان یک سگ شکاری ورزشی پرورش یافت، ولی به صورت گسترده به عنوان سگ همراه نگهداری می‌شود. این سگ همچنین می‌تواند برای کارهایی به عنوان سگ راهنما یا سگ دستیار یا به عنوان سگ نجات یا سگ کمک‌رسان روحی آموزش داده شود.
لابرادور رتریور یکی از نژادهای پر طرفدار درآمریکا است. سایزشان متوسط تا بزرگ، بدن محکم و ورزیده‌ای دارند. لابرادورها با هوششان، شخصیت خوب و اعصاب آرامشان شناخته می‌شوند. اگر برای شکار آموزش داده شوند، این خصوصیات خوب، از آن‌ها همراهان خوبی برای شکار می‌سازد. علاوه بر قابلیت‌های حرکتی و ورزشی که دارند، لابرادورها سگ‌های خدماتی (سگ سرویس) خوبی هم هستند. معمول است که به عنوان سگ راهنما برای نابینایان، سگ کمکی برای معلولان و سگِ درمانی تربیت شوند.
اندازهٔ حیوان به خصوص در هنگام نمایش‌ها اهمیت پیدا می‌کند که اگر بیش از ۲ سانتی‌متر با این ابعاد اختلاف داشته باشند، فاقد صلاحیت تشخیص داده خواهند شد. نر آن بین ۲۷ تا ۳۴ کیلوگرم و بین ۵۶ تا ۶۱ سانتی‌متر و ماده آن بین ۲۵ تا ۳۲ کیلوگرم و بین ۵۳ تا ۵۸ سانتی‌متر است.
لابرادور رتریور پوششی دولایه دارند که در سرما و زمان خیسی او را حفظ می‌کند. پوشش زیرین نرم و ضدآب است و پوشش رویی کوتاه، صاف و ضخیم. لابرادورها سه رنگ شکلاتی و زرد و سیاه دارند و قرمز و سفید قطبی هم در بازهٔ زرد قرار می‌گیرد.
در دهه ۱۸۳۰، دهمین ارل هوم و برادرزاده‌های او، پنجمین دوک بوکلو و لرد جان اسکات، اجداد و پیشگامان این نژاد را از نیوفاندلند به اروپا برای استفاده به عنوان سگ تفنگدار وارد کردند. یکی دیگر از طرفداران اولیه این سگ‌های ماهیگیر نیوفاندلندی دومین ارل مالمزبری بود، که آنها را به‌خاطر مهارتشان در شکار پرندگان آبزی پرورش می‌داد.
در طول دهه ۱۸۸۰، سومین ارل مالمزبری، ششمین دوک بوکلو و دوازدهمین ارل هوم برای توسعه و تثبیت نژاد سگ لابرادور رتریور با هم همکاری کردند. سگ‌های بوکلو به نام‌های Avon و Ned که از طرف مالمزبری به بوکلو هدیه شده بودند، با سگ‌های ماده دیگری که اصالتشان به سگ‌های واردشده اولیه توسط پنجمین دوک و دهمین ارل هوم برمی‌گشت، تولید مثل کردند. نوادگان این تولید مثل اجداد تمام سگ‌های لابرادور امروزی هستند.

## پیشینه
پیشینه نژاد لابرادور حداقل به دهه ۱۸۳۰ بر می‌گردد، زمانی که برای اولین بار سگ‌های آبی سنت جان که توسط مهاجران اروپایی در نیوفاندلند و لابرادور پرورش داده شده بودند، از طریق کشتی‌هایی که بین کانادا و پول در دورست در انگلستان کالا جابجا می‌کردند، به بریتانیا معرفی شدند. سپس این سگ‌ها با سگ‌های شکارچی بریتانیایی آمیزش داده شدند تا در نهایت سگ لابرادور رتریور به وجود آید. از اولین پرورش‌دهنگان نژاد لابرادور می‌توان به ارل مالمزبری، دوک بوکلو، ارل هوم و سر جان اسکات اشاره کرد. نویسندگان اولیه لابرادور را با سگ نیوفاندلند که بسیار بزرگتر است اشتباه گرفته‌اند و حتی چالز سنت جان سگ نیوفاندلند کهتر را نیز سگ نیوفاندلند معرفی کرده است. سرهنگ پیتر هاوکر اولین لابرادور را طوری توصیف می‌کند که از یک پوینتر بزرگتر نیستند، بیشتر آنها مشکی هستند و پوزه و سر درازی دارند با قفسه سینه بزرگ، پاهای ظریف و موی کوتاه و نرم و در مقایسه با نیوفاندلند، دم خود را بالا نمی‌گیرند. Hawker در ویرایش پنجم کتاب خود با نام «راهنمای ورزشکاران جوان» که در سال ۱۸۴۶ منتشر شد، تفاوت نژاد نیوفاندلند را هم با «لابرادور مناسب» و هم با نژاد سنت جان مشخص کرده است.
تا سال ۱۸۷۰ نام لابرادور رتریور در انگلستان متداول شد. لابرادور رنگ جگری (که اکنون به‌طور معمول شکلاتی نامیده می‌شود) در اواخر دهه ۱۸۰۰ پدیدار شد و اولین توله‌های رنگ جگری در سال ۱۸۹۲ در مجموعه تولید سگ‌های نژاد بوکلو ثبت شدند. اولین لابرادور زردرنگ ثبت‌شده در سال ۱۸۹۹ متولد شد (Ben of Hyde، مجموعه تولید سگ‌های Major C.J. Radclyffe). این نژاد در سال ۱۹۰۳ توسط کنل کلاب به رسمیت شناخته شد. اولین ثبت American Kennel Club (AKC) در سال ۱۹۱۷ بود.
- استانداردها: استانداردهایی که برای توصیف نژاد سگ استفاده می‌شوند در کشورهای مختلف، مانند ایالات متحده و بریتانیا، کمی متفاوت هستند. بهتر است در هنگام ترجمه مشخص کنید که به کدام استاندارد پایبند خواهید بود. برای مثال من ترجمه را بر اساس استاندارد آمریکایی ادامه خواهم داد.
- واحد اندازه‌گیری: واحدهای اندازه‌گیری در متن اصلی بر مبنای پوند (lb) و اینچ هستند. در ترجمه فارسی رایج است که این واحدها را به ترتیب به کیلوگرم و سانتی‌متر تبدیل کنیم.

## ویژگی‌ها

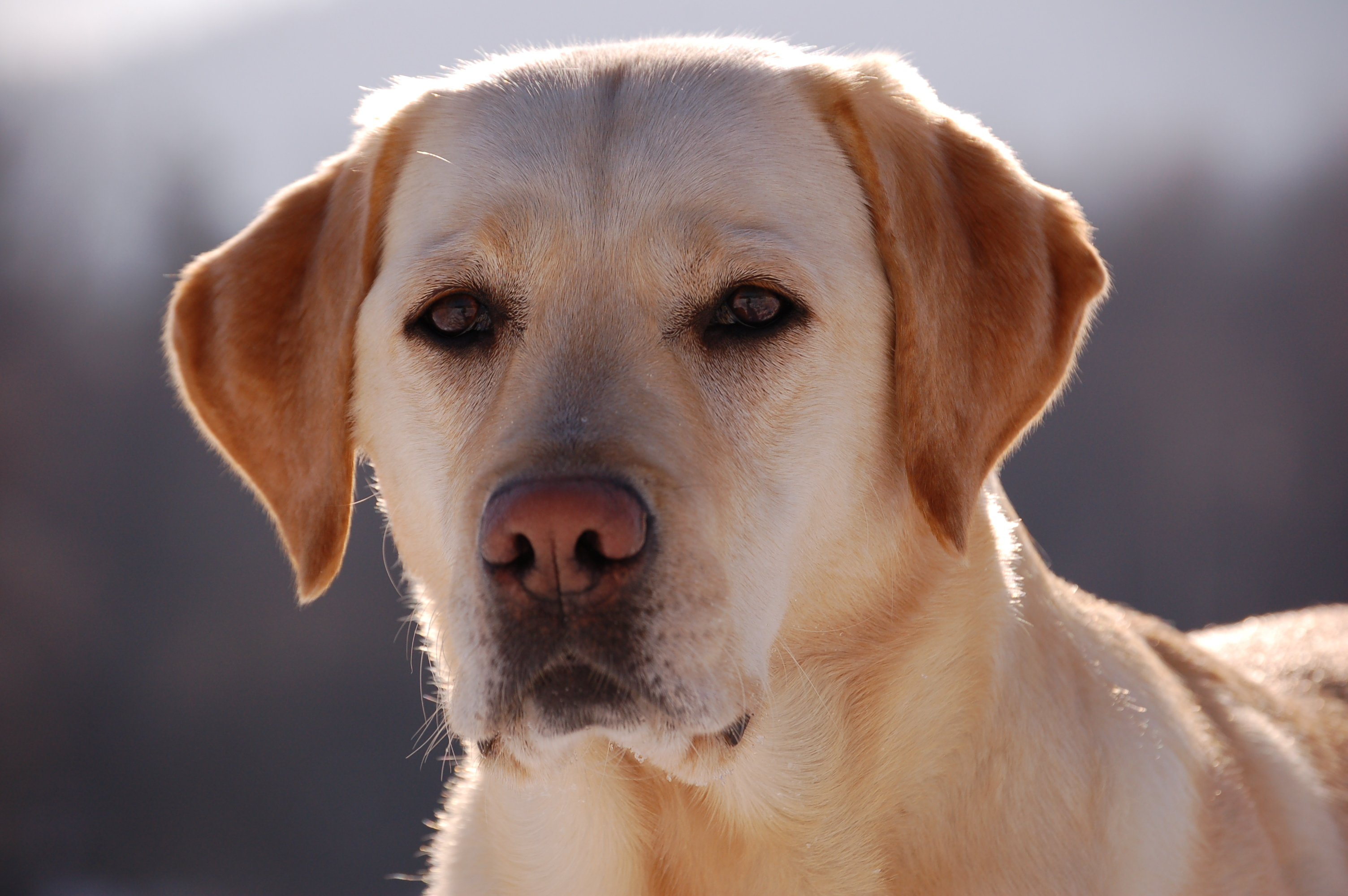
سر پهن با یک شکاف مشخص در ناحیه پوزه و پیشانی

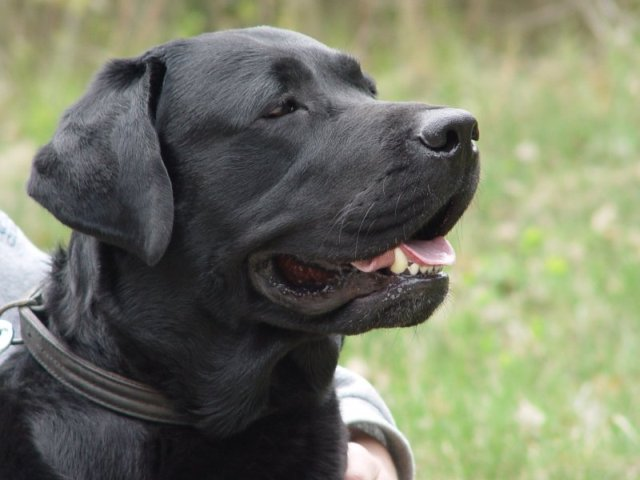
مشکی

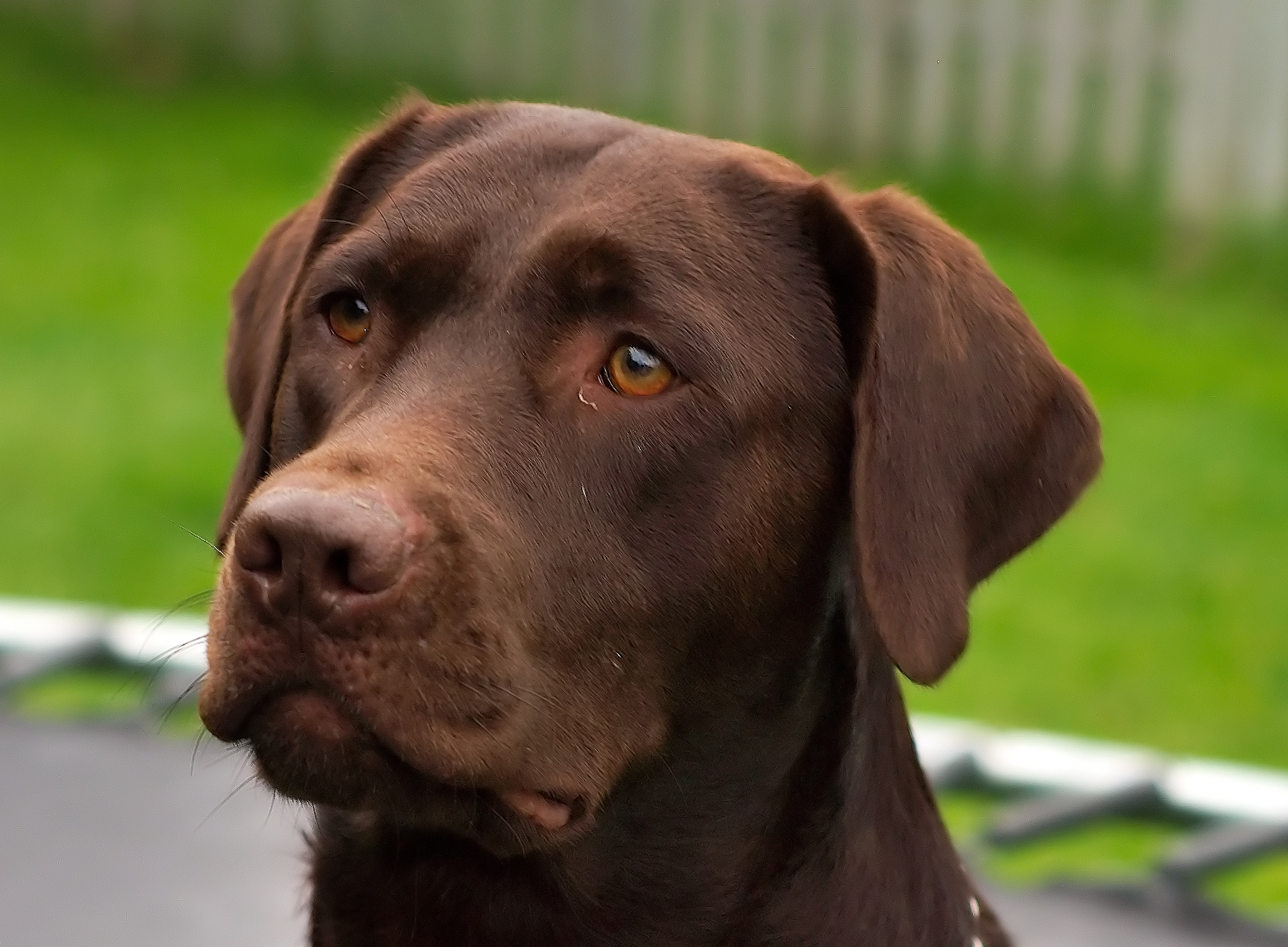
شکلاتی

تفاوت‌های زیادی در بین سگ‌های نژاد لابرادور وجود دارد. ویژگی‌های زیر مشخصات معمولی برای سگ‌های اصلاح نژاد شده در ایالات متحده هستند (و در مسابقات سگ شرکت می‌کنند) و بر اساس استاندارد کنل کلاب آمریکا تعریف می‌شود. تفاوت قابل توجهی بین استانداردهای ایالات متحده و بریتانیا ذکر شده است.
- اندازه: لابرادورها از نژاد بزرگ متوسط هستند. طول سگ از جدوگاه تا محل شروع دم باید مساوی با ارتفاع سگ از زمین تا جدوگاهش باشد. استاندارد AKC شامل وزن ایده‌آل برای سگ‌های نر از ۲۵ تا ۳۶ کیلوگرم و برای سگ‌های ماده بین ۲۵ تا ۳۲ کیلوگرم است.[۱] دستورالعمل‌های مربوط به ارتفاع سگ‌ها بین AKC متفاوت است. در استاندارد AKC ارتفاع سگ‌های نر از ۵۴٫۶ تا ۶۲٫۲ سانتی‌متر در قسمت جدوگاه و برای ماده‌ها از ۵۴٫۶ تا ۵۹٫۶ سانتی‌متر در نظر گرفته شده است.[۱]
- پوشش بدن: پوشش موهای لابرادور رتریور باید کوتاه و متراکم باشد، اما زبر و خشن نباشد. این پوشش بدن در برابر آب مقاوم است، به همین دلیل سگ‌ها هنگام بازی و شنا در آب در زمستان، خیلی سردشان نمی‌شود. این پوشش به این معنی است که پوشش سگ به‌طور طبیعی کمی خشک و دارای چربی است. رنگ‌های قابل قبول برای این نژاد عبارتند از مشکی، زرد و شکلاتی.[۱۴]
- **سر: سر باید پهن باشد با ابروهایی کمی برجسته. چشم‌ها باید مهربان و باهوش باشند. رنگ چشم‌های قابل قبول قهوه ای و عسلی است. خط دور چشم‌ها باید مشکی باشد. گوش‌ها باید نزدیک به سر آویزان باشند و کمی بالاتر از چشم‌ها قرار گیرند.
- **فک‌ها: آرواره‌ها باید قوی و قدرتمند باشند. پوزه باید با طول متوسط باشد و زیاد کشیده نباشد. فک‌ها باید کمی آویزان باشند و با حالتی انحنا دار به عقب متمایل شوند.
- **بدن: بدن باید ساختاری قدرتمند و عضلانی داشته باشد.

دم و پوشش بدن لابرادور از ویژگی‌های «متمایز» این نژاد به‌شمار می‌روند که هم در Kennel Club و هم در AKC ذکر شده‌اند. AKC همچنین اضافه می‌کند "خلق و خوی واقعی لابرادور رتریور به اندازه دم "سمور دریایی" (otter tail) از ویژگی‌های شاخص این نژاد است."

### رنگ‌بندی

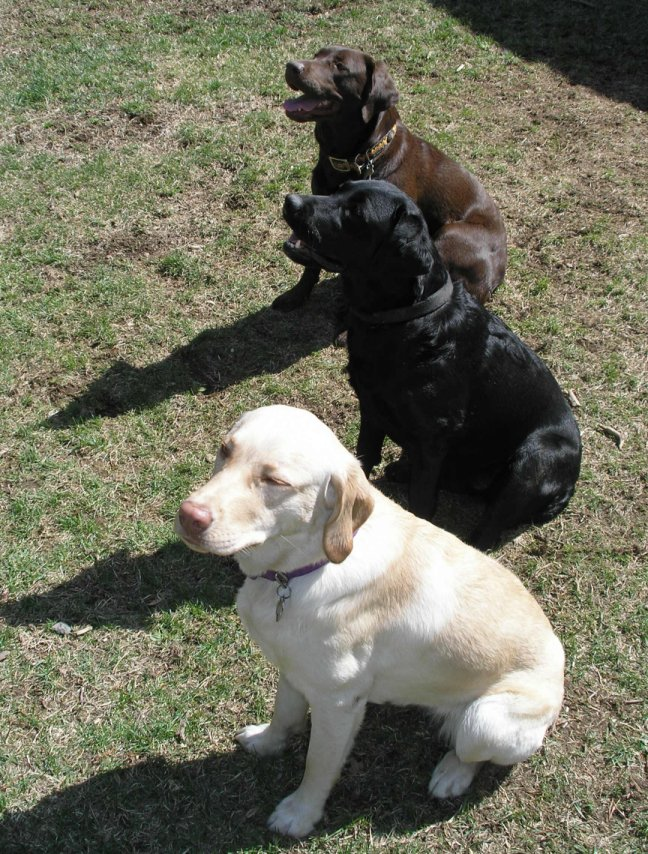
سه نوع رنگ، از جلو به عقب: زرد، مشکی، و شکلاتی

لابرادورها در سه رنگ ثبت می‌شوند: مشکی یکدست، زرد (هر طیفی از سفید شیری تا سرخ روباهی)، و شکلاتی (قهوه ای متوسط تا تیره، که در ابتدا اسم آن «رنگ جگری» بود).
توله سگ‌ها با هر سه نوع رنگ در یک توله می‌توانند به دنیا بیایند. رنگ پوشش بدن لابرادور عمدتاً توسط سه ژن تعیین می‌شود که MC1R(گیرنده ملانوکورتین ۱)، ژنتیک رنگ‌آمیزی آگوتی و CBD103 نامیده می‌شوند. اگر سگی در هر سه جایگاه ژنی دارای گونه وحشی باشد، پوشش بدنش زرد رنگ خواهد بود. اگر سگی در ژن MC1R دارای جهش نقص عملکردی باشد، باز هم پوشش بدنش زرد خواهد بود بدون اینکه ژنوتایپ در دو جایگاه دیگر مهم باشد. سگ‌هایی که در ژن‌های MC1R و Agouti دارای الل‌های گونه وحشی باشند، و همچنین الل مشکی را در ژن CBD103 دارا باشند، پوشش بدنی به رنگ مشکی خواهند داشت.
}}
بر اساس یک مطالعه در سال ۲۰۱۱، تعداد ۱۳ مورد از ۲۴۵ سگ لابرادور مورد بررسی، برای جهش M264V که مسئول melanistic mask (ماسک ملانیکی) است، تخمیدگی (ناخالص) بودند و یک مورد تخمیدگی و خالص بود (یعنی هر دو ژن جهش یافته را داشت). در این نژاد، نمی‌توان صرفاً با ظاهر صفت مورد نظر را تعیین کرد.

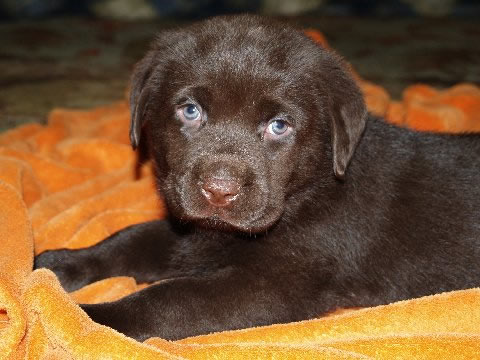
شایع‌ترین مکان‌هایی که رنگدانه در آن قابل مشاهده است عبارتند از بینی، لب‌ها، لثه‌ها و لبه‌های چشم.

### سگ‌های نمایشی و سگ‌های شکار

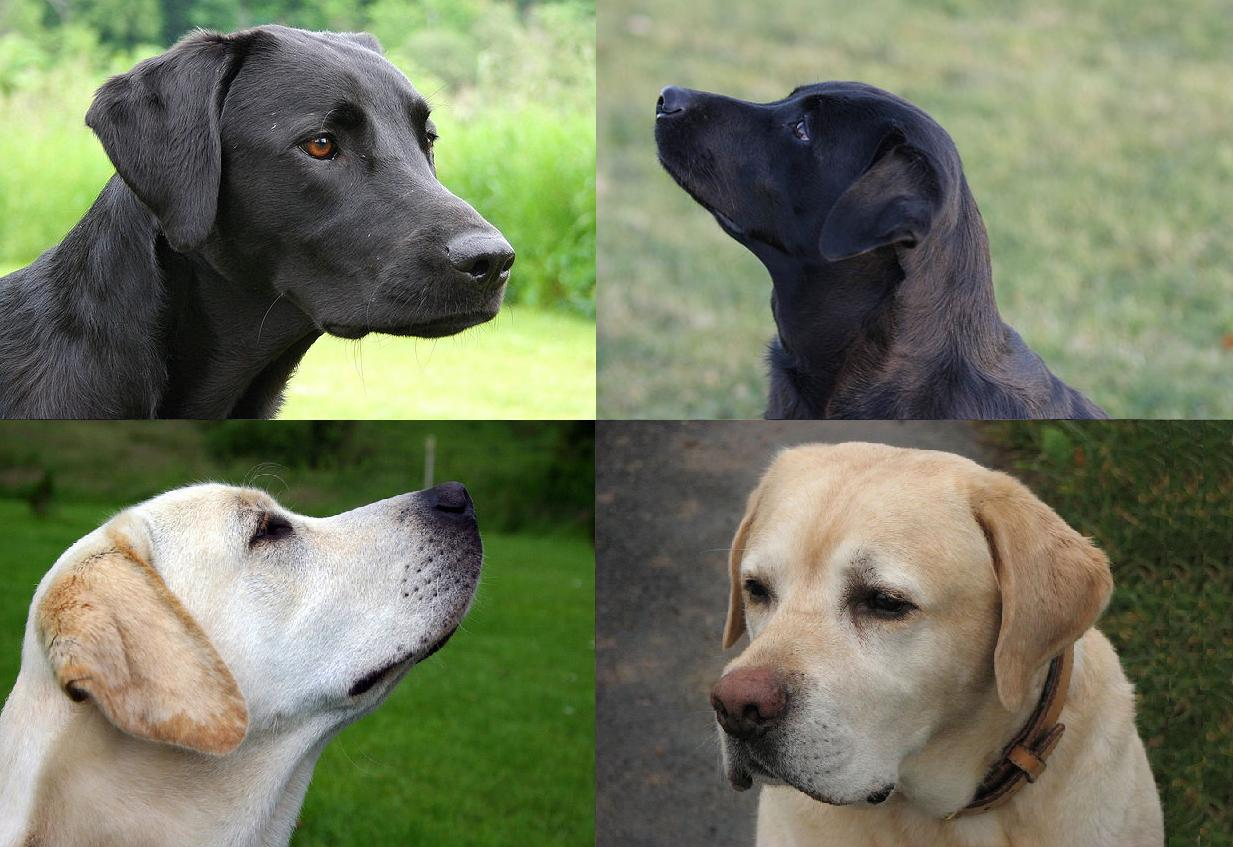
سر و پوزه: نمایشی (سمت چپ)، و شکار (سمت راست)، با پوزه کوتاه‌تر، سر با ساختار محکمتر، و شکاف روی بینی و پیشانی برجسته در نمای سمت راست

در نتیجه پرورش نژاد تخصصی، تفاوت‌های قابل توجهی بین سگهای نژاد لابرادور کار (شکار) و مسابقات، و سگهای نمایشی وجود دارد. گاهی در ایالات متحده، به اشتباه سگ‌های اولیه (کار) را «آمریکایی» و سگ‌های نمایشی را «انگلیسیسی» می‌نامند، در حالی که در واقع هر دو مدل شکار و نمایش در هر دو کشور پرورش داده می‌شوند و همه سگ‌های لابرادور رتریور از نژاد بریتانیایی مشتق شده‌اند.

## کاربرد

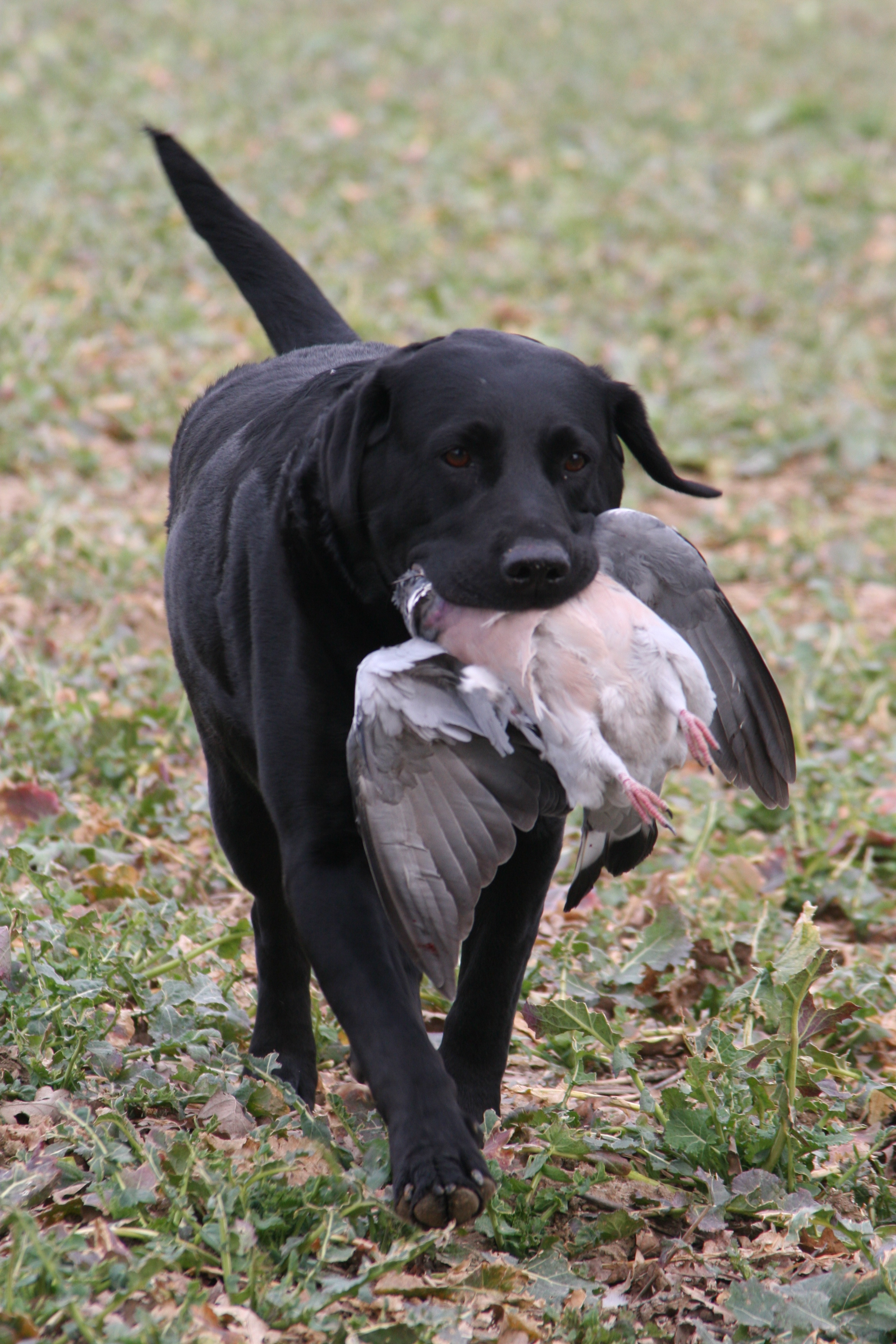
در حال آوردن جانور شکارشونده شکار شده، یک کبوتر جنگلی

ثابت شده است که لابرادور رتریورها در تبدیل شدن به سگ راهنما بخت بالایی دارند. مطالعه‌ای که در سال ۲۰۰۶ روی چهار نژاد مختلف (Labrador Retriever, Golden Retriever، مخلوط Labrador Retriever/Golden Retriever و German Shepherds) منتشر شد، نشان داد که ژرمن شپردها بالاترین شانس عدم تکمیل دوره آموزشی را دارند. لابرادور رتریورها و ترکیب لابرادور رتریور/ گلدن رتریور بالاترین میزان موفقیت را داشتند. با این وجود، ژرمن شپردها و گلدن رتریورها بعد از گذراندن دوره‌ای طولانی‌تر از دورهٔ لازم برای لابرادور رتریورها، موفقیت بالاتری از خود نشان دادند.
لابرادور رتریور یک سگ گان داگ است که برای بازیابی شکار در خشکی و آب پرورش یافته است. لابرادور به عنوان یک سگ که به‌طور ویژه برای آوردن شکار از آب پرورش یافته است، ویژگی‌های متنوعی برای این کار پیدا کرده است. برای بازیابی، لابرادور رتریور به یک دهان نرم مجهز است، ویژگی که به آن اجازه می‌دهد شکار و پرندگان آبزی را بدون آسیب‌دیدگی حمل کند. و برای شنا، پنجه‌های کاملاً پرده‌دار، یک دم سمور مانند و پوشش بدن ضدآب به لابرادور کمک می‌کند.
هوش بالا، قدرت تصمیم‌گیری و استقلال عملی لابرادورها در انجام وظایفشان با مثال سگ‌هایی مانند Endal مشخص می‌شود. Endal آموزش داده شده که در صورت لزوم، صاحبش که از ویلچر استفاده می‌کند را در وضعیت احیا بگذارد، او را با یک پتو بپوشاند و با تلفن اضطراری تماس بگیرد. همچنین به تعدادی از لابرادورها آموزش داده شده است تا به صاحبانشان دربرداشت پول و کارت‌های اعتباری از خودپرداز کمک کنند.
این نژاد در عملیات نجات در آب و گارد نجات (lifesaving) مورد استفاده قرار می‌گیرد. امروزه نیز این نقش برای آنها حفظ شده و سگ‌های نژاد لابرادور در کنار سگ‌های لئونبرگر، نیوفاندلند (سگ) و گلدن رتریور فعالیت می‌کنند؛ این سگ‌ها در مدرسه Lifeguard سگ‌های ایتالیا مورد استفاده قرار می‌گیرند.

### در جنگ
لابرادورها به عنوان سگ نظامی مورد استفاده قرار گرفته‌اند. در طول جنگ ویتنام برای ردیابی سربازان کشته‌شده، زخمی یا مواضع دشمن از آنها بهره گرفته شد. :۲۷۸

## سلامت
این نژاد، نژاد سالمی است با چند مشکل مهم نسبتاً اندک. مسائل قابل توجه مرتبط با سلامت و بهزیستی عبارتند از اختلالات ارثی و چاقی (بیشتر آن‌ها تمام یا بخش‌هایی از ژن تنظیم‌کننده اشتهای POMC را ندارند). 
میانگین طول عمر لابرادور ۱۳ سال است. یک مطالعه از کالج سلطنتی دامپزشکی و مطالعه‌ای که توسط دانشگاه سیدنی انجام شده است، نتیجه گرفته‌اند که لابرادورهای شکلاتی نسبت به سایر رنگ‌های لابرادور (حدود ۱۰ درصد) میانگین طول عمر کمتری دارند و احتمال ابتلا به برخی مشکلات سلامتی نیز در آن‌ها بیشتر است.
لابرادورها قدری مستعد ابتلا به دیسپلازی لگن و دیسپلازی آرنج هستند، مخصوصاً در سگ‌های بزرگتر. بیماری‌های چشمی هم ممکن است شامل آتروفی پیش‌رونده شبکیه، آب‌مروارید، دیستروفی قرنیه و دیسپلازی شبکیه باشند. آنها می‌توانند دچار کلاپس ناشی از فعالیت ورزشی شوند، که سبب هیپرترمی، ضعف، کلاپس، و سردرگمی پس از دوره‌های کوتاه فعالیت ورزشی می‌شود. آن‌ها ممکن است از چاقی نیز رنج ببرند، که در برخی موارد می‌تواند تا اندازه‌ای ناشی از فقدان بخشی، یا تمام، ژن پروپوملانوکورتین باشد.

## آمار جمعیت‌شناسی
لابرادور یک سگ فوق‌العاده پرطرفدار است. تا سال ۲۰۰۶ به‌طور گسترده‌ای به عنوان محبوب‌ترین نژاد سگ در جهان در نظر گرفته می‌شد. این نژاد محبوب‌ترین سگ بر اساس مالیکت در کانادا، نیوزیلند و بریتانیا است. در سال ۲۰۰۶، هم در ایالات متحده و هم بریتانیا، لابرادورهای ثبت شده بسیار بیشتر از دوبرابر تعداد نزدیک‌ترین رقیب خود بوده‌اند. اگر مقایسه را به نژادهای سگ هم‌اندازه محدود کنیم، در آن صورت نیز تعداد لابرادورهای ثبت شده در هر دو کشور حدود ۳–۵ برابر بیشتر از محبوب‌ترین نژادهای بعدی یعنی ژرمن شپرد و گلدن رتریور است.
آن‌ها محبوب‌ترین نژاد سگ دستیار در ایالات متحده، استرالیا و بسیاری از کشورهای دیگر هستند. علاوه بر این، توسط پلیس و سایر ارگان‌های رسمی به‌طور گسترده و به خاطر توانایی‌های تشخیص و کارایی‌شان استفاده می‌شوند. تقریباً ۶۰–۷۰٪ از کل سگ‌های راهنمای ایالات متحده لابرادور هستند.

## توزیع جغرافیایی
در سال ۲۰۲۲، لابرادور رتریورها دومین نژاد محبوب در ایالات متحده بودند. لابرادور در سال ۲۰۲۰ محبوب‌ترین نژاد سگ ثبت شده در نیوزلند بود.
هفت مورد از سیزده «سگ پرنده‌یاب برجسته» معرفی شده از طرف شورای ملی کنل استرالیا به 'تالار مشاهیر' طی سال‌های ۲۰۰۰ تا ۲۰۰۵، از نژاد لابرادور هستند.

## لابرادورهای مشهور

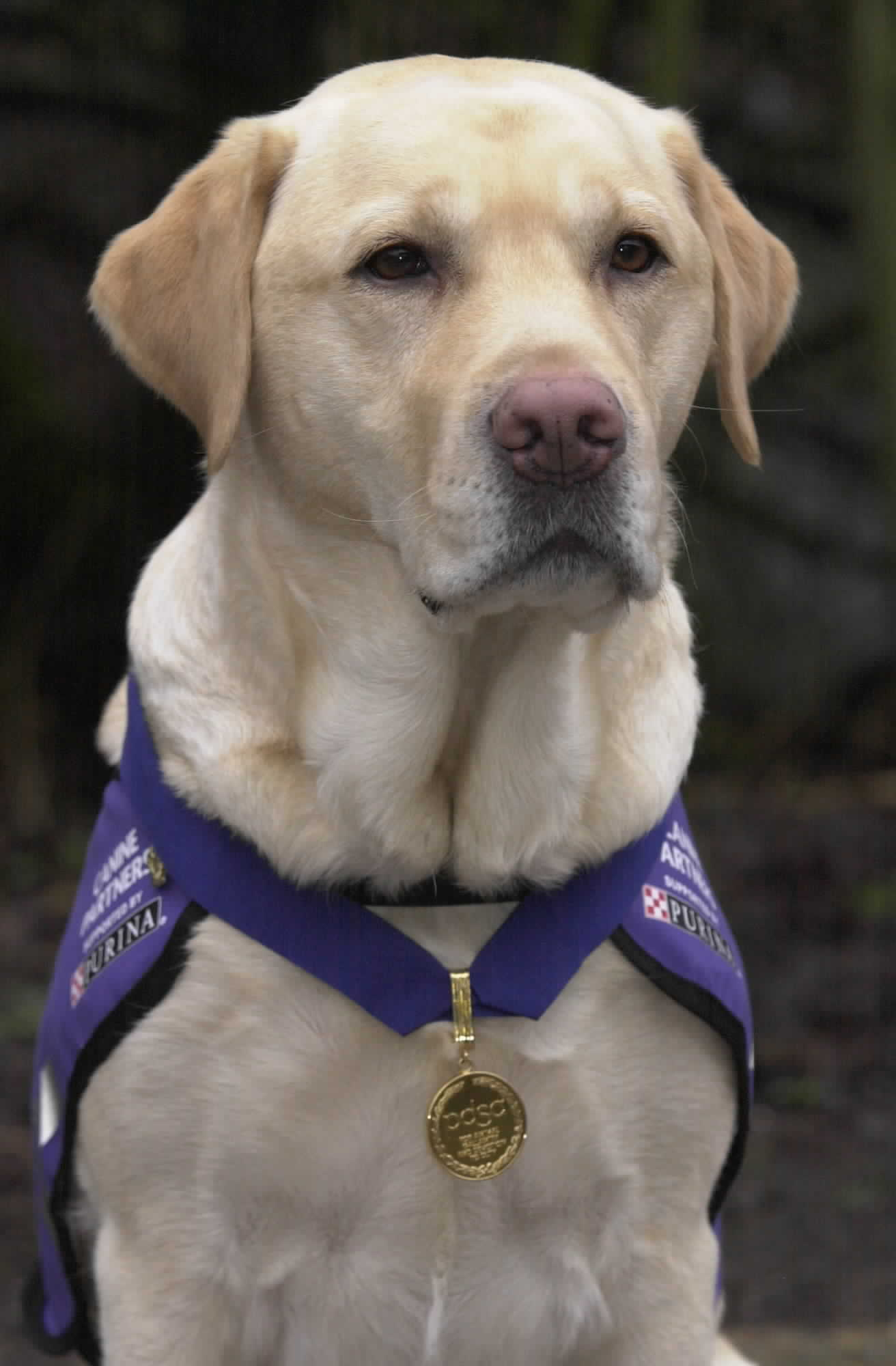
اندال که نشان طلایی پی‌دی‌اس‌ای خود را بر گردن دارد.

برخی از لابرادورهای معروف در حوزه‌های مختلف شامل موارد زیر هستند:

### سگ‌های دستیار
- اندال، یک سگ دستیار[۴۶] در بریتانیای کبیر. از افتخاراتش می‌توان موارد زیر را برشمرد: «پرمدال‌ترین سگ جهان» (شامل «سگ هزاره» و مدال طلای PDSA به خاطر شجاعت و فداکاری در انجام وظیفه)، اولین سگی که سوار چشم لندن شده و اولین سگی که توانایی کار با کارت EMV و کارت عابربانک را دارد. تا پیش از مرگش در مارس ۲۰۰۹، او و صاحبش، آلن پارتون، حدود ۳۵۰ بار توسط گروه‌های فیلمسازی از کشورهای مختلف تصویربرداری شدند و یک فیلم یک‌ساله از زندگی اندال نیز در حال تولید بود.
- Sully، در شش ماه آخر عمر جرج اچ. دابلیو. بوش به او خدمات رسانی کرده است. او بخاطر نقشش در مراسم خاک سپاری رئیس‌جمهور شناخته می‌شود. بیماری پارکینسون رئیس‌جمهور سابق را در سال‌های آخر زندگی اش محدود به ویلچر یا اسکوتر برقی کرده بود. سالی به بوش دربرداشتن وسایل افتاده، باز و بسته کردن درها، فشردن دکمه اضطراری و کمک در ایستادن، یاری می‌رساند.[۴۷]

### سگ‌های پلیس، نظامی، نجات و تشخیص
- فریدا (۱۲ آوریل ۲۰۰۹–۱۵ نوامبر 2022)[۴۸] یک لابرادور رتریور زرد رنگ بود که به عنوان search and rescue dog (سگ جستجو و نجات) برای نیروی دریایی مکزیک (SEMAR) کار می‌کرد. او برای کمک به عملیات امداد پس از بلایای طبیعی در ماموریت‌ها اعزام می‌شد.
- زنجیر یک سگ شناسایی بود که اسلحه‌ها و مهمات استفاده شده در انفجارهای زنجیره‌ای بمبئی (۱۹۹۳) را شناسایی کرد. او در طول خدمت خود به کشف ۵۷ بمب دست‌ساز، ۱۷۵ بمب بنزینی، ۱۱ جنگ‌افزار نظامی، ۲۴۲ نارنجک و ۶۰۰ چاشنی کمک کرد. بزرگ‌ترین خدمت او به پلیس و شهر بمبئی، کشف ۳۳۲۹ کیلوگرم RDX بود (ماده منفجره). او همچنین به کشف ۱۸ تفنگ تهاجمی تایپ ۵۶ و پنج قبضه سلاح کمری ۹ میلیمتری کمک کرد..
- لاکی و فلو، دوقلوهای بلک لابرادور و سگ‌های تشخیص اجناس تقلبی که در سال ۲۰۰۷ برای مأموریتی ۶ ماهه به مالزی اعزام شدند و به دلیل "پیدا کردن نزدیک به ۲ میلیون DVD نقض حق تکثیر " به شهرت رسیدند.[۴۹] آن‌ها پس از شناسایی محموله‌های چند میلیون دلاری و دستگیری ۶ مجرم در مالزی، نخستین سگ‌های دریافت کننده «جایزه خدمات برجسته» مالزی شدند.[۵۰] گفته می‌شود قاچاقچیان نرم‌افزار برای کشتن این دو سگ، قتل قراردادی به ارزش ۳۰ هزار پوند تعیین کرده بودند.[۵۱][۵۲]

ساربی، یک سگ تشخیص مواد منفجره از نیروهای ویژه استرالیا بود که حدود ۱۴ ماه در افغانستان مفقودالاثر بود تا اینکه در سال ۲۰۰۹ سالم و سلامت پیدا شد.
جیک، یک لابرادور سیاه آمریکایی بود که پس از حملات ۱۱ سپتامبر و توفند کاترینا به عنوان سگ جستجو و نجات خدمت می‌کرد.
سالتی و روزل، به خاطر شجاعت و فداکاری آشکار در حین خدمت در درگیری‌های نظامی، نشان دیکین را دریافت کردند. آنها در حملات ۱۱ سپتامبر بیش از ۷۰ پله را به همراه صاحبان نابینای خود پایین آمدند تا از مرکز تجارت جهانی (۱۹۷۳-۲۰۰۱) فرار کنند.
سیدی، به خاطر شجاعت و فداکاری آشکار در حین خدمت در درگیری‌های نظامی، نشان دیکین را دریافت کرد. او در نوامبر ۲۰۰۵ در حین خدمت در کابل، مواد منفجره‌ای را که بعداً خنثی شدند، کشف کرد. او با هنگ سلطنتی گلاسترشر، برکشایر و ویلتشایر خدمت می‌کرد.
ساشا، به خاطر شجاعت و فداکاری آشکار در حین خدمت در درگیری‌های نظامی، نشان دیکین را دریافت کرد. او در حین خدمت در افغانستان با پادگان دامپزشکی سلطنتی، ۱۵ بمب کنارجاده‌ای، خمپاره‌انداز، مین و سلاح را پیدا کرد. در ژوئیه ۲۰۰۸، ساشا و نگهبانش در یک کمین طالبان توسط یک آرپی‌جی کشته شدند.

## حیوانات خانگی
سگ‌های لابرادور بادی و سیمس بیل کلینتون، رئیس‌جمهور سابق ایالات متحده.
سگ لابرادور Konni ولادیمیر پوتین، رئیس‌جمهور روسیه.
مارلی، «بدترین سگ دنیا»، که در کتاب خودزندگی‌نامه جان گروگن با عنوان مارلی و من به تصویر کشیده شده و در سال ۲۰۰۸ به یک فیلم کمدی-درام با نام مارلی و من (فیلم) تبدیل شده است.
سگ‌های لابرادور سلین دیون، سوپراستار جهانی، به نام‌های چارلی و بر. آنها در مجلات متعددی با خواننده و خانواده‌اش حضور داشتند و به عنوان حیوانات خانگی مشهور شدند.

## نگارخانه

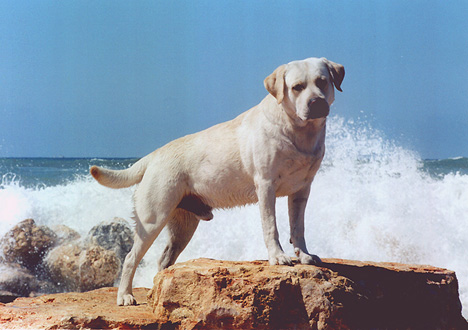
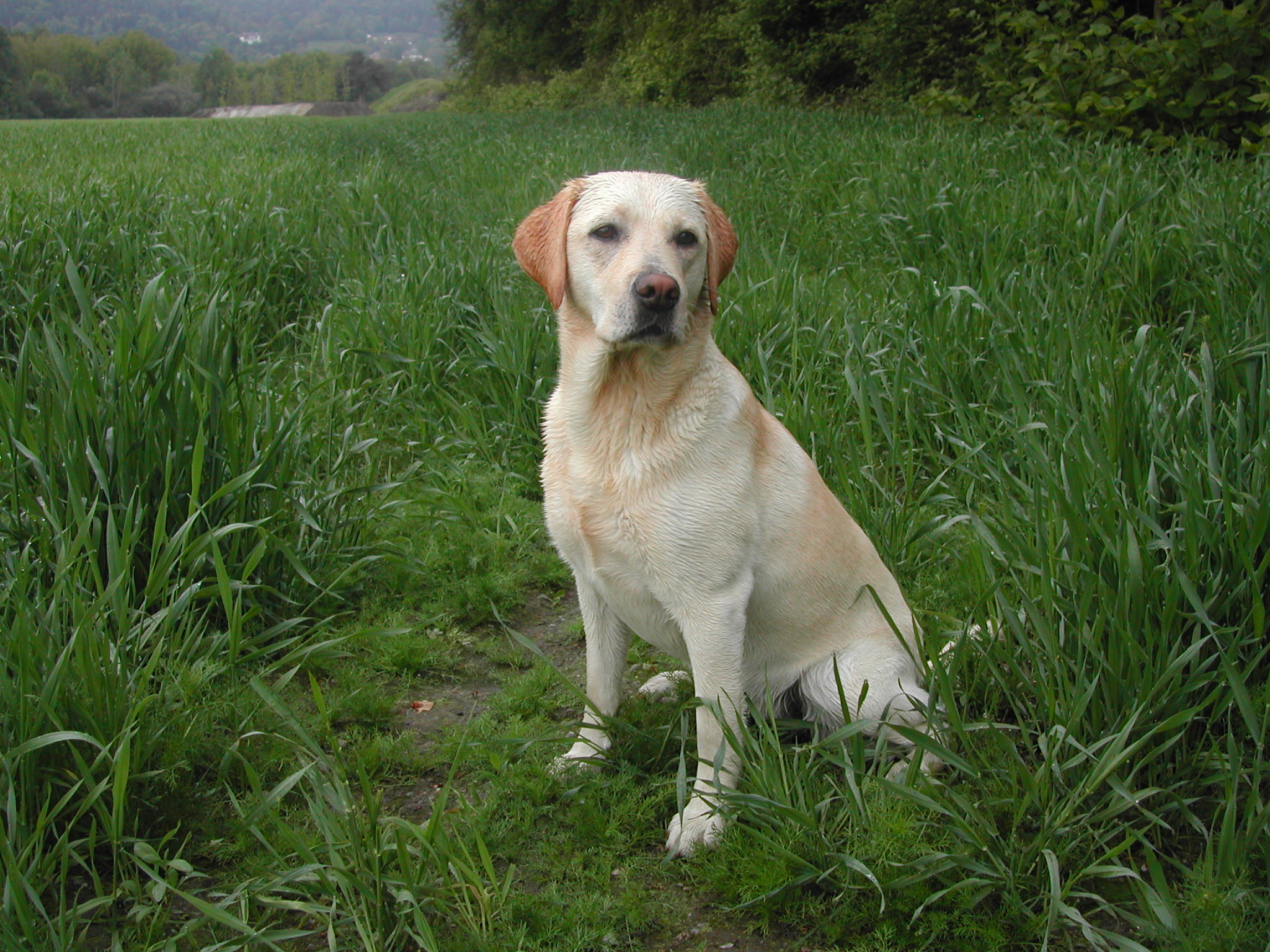
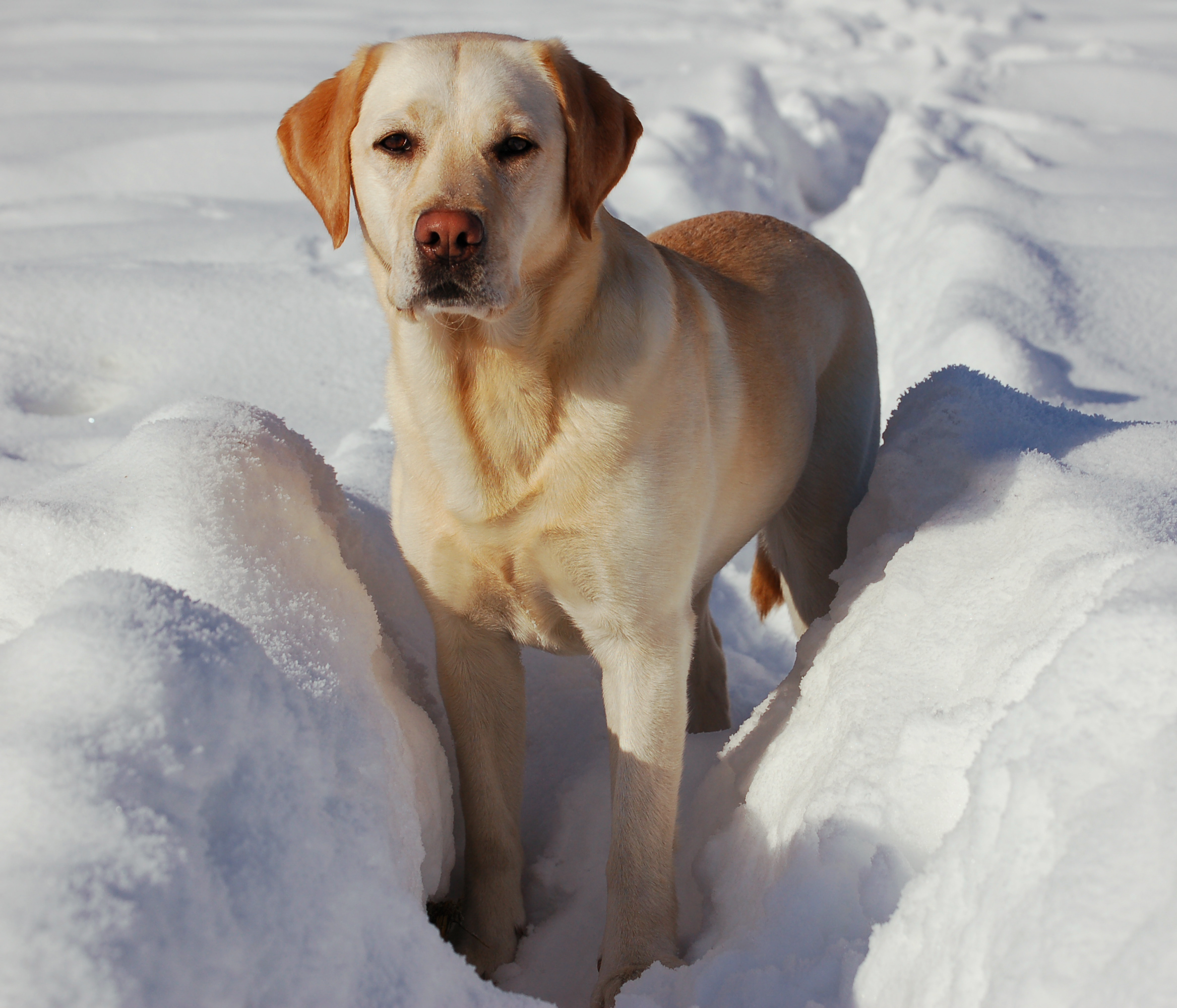
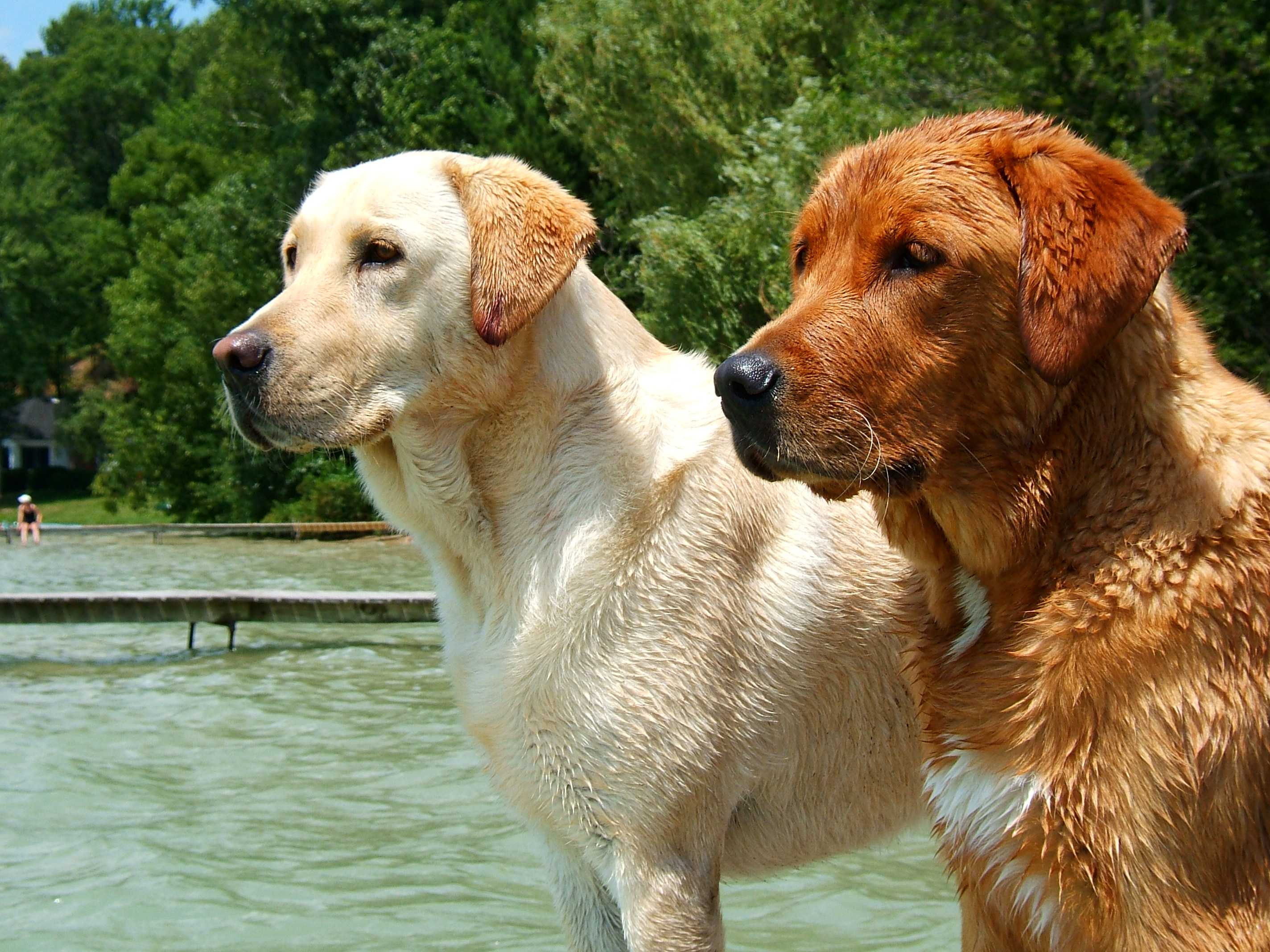